# Nordisk Film Lab
Nordisk Film Lab er et dansk filmlaboratorium, der er resultatet af en fusion i 1974 af A/S Nordisk Films Teknik fra 1906 og Johan Ankerstjerne A/S etableret i 1932 af den tidligere Nordisk Film cheffotograf Johan Ankerstjerne. Dette gør laboratoriet til verdens næstældste. Indtil 2003 fortsatte laboratoriet under navnet Johan Ankerstjerne A/S. 
Laboratoriet har stået for efterbehandlingen af mange danske film og serier, deriblandt Soldaterkammerater, Midt om natten og Matador.

## Ekstern kilder/henvisninger
- Officiel hjemmeside Arkiveret 12. januar 2008 hos  Wayback Machine
- Nordisk Film Lab på danskefilm.dk

1. ↑  "Tagensvej i centrum af dansk film". Arkiveret fra originalen 11. november 2007. Hentet 6. december 2007.